# Édouard de Dienne
Édouard de Dienne (Joigny (Yonne), 4 juillet 1848 - Aix-en-Provence, 29 janvier 1920) est un archéologue et un historien régionaliste français spécialisé dans l'histoire médiévale.

## Famille
Fils de Vital de Dienne, de l'ancienne famille féodale des comtes de Dienne, et de Léonie Libert de la Brulerie, Louis Édouard Marie Hippolyte de Dienne a épousé en 1876, au château de Lalande à Saint-Sylvestre-sur-Lot, Antoinette de Dordaygues, dont il n'a pas eu d'enfants.

## Biographie
Sa thèse de doctorat en droit, soutenue en 1875, portait sur Les collèges et sodalités en droit romain, les associations religieuses en droit français. Elle fut suivie par un ouvrage sur L'Histoire du dessèchement des marais où il rappelait les travaux accomplis en Auvergne par ses ancêtres Strada.
Il s'attacha principalement à dresser, en collaboration avec Gustave Saige, archiviste de Monaco, l'histoire de l'ancienne vicomté de Carlat qui recouvrait près d'un tiers de la superficie du département du Cantal. C'est ainsi qu'il publia, en respectant la méthode historique moderne, deux gros tomes comprenant les documents eux-mêmes et l'histoire qui en résultait. 
Dès sa fondation en 1898, il apporta son soutien à la Société de la Haute-Auvergne. Il négocia l'acquisition du rocher de Carlat, au bénéfice d'abord de la société, puis du prince Albert Ier de Monaco. Il constitua une fondation pour la survivance du nom de Dienne, avec un capital de 10 000 F dont la société fut l'attributaire et lui légua ses archives et sa bibliothèque composée de plus de 2000 volumes.
Il était membre de la Société française d'archéologie (1896).
Il résidait habituellement au château de Cazideroque, dans le Lot-et-Garonne.

## Œuvres
- Gustave Saige et Édouard de Dienne, Documents historiques relatifs à la vicomté de Carlat, publiés sur ordre de sa majesté le Prince Albert de Monaco, 1900, Monaco, 2 vol.
- Histoire du dessèchement des lacs et marais en France avant 1789, Paris, Champion, 1891, 570 p. (en ligne). Cet ouvrage est encore couramment cité et apprécié au XXIe siècle[3].
- Édouard de Dienne :
  - « Note sur une étude de Ph. Lauzun : Florian et ses bandes de partisans en 1814 et 1815 », RHA, IX, 1907, 106-108.
  - « Arrêt du Parlement de Paris qui fixe les causes que doivent inscrire et connaitre, chacun en particulier, les officiers ordinaires de Vic et ceux d'appeaux. Extrait des registres du parlement », RHA, IV, 1902, 207-212.
  - « Saint Robert de Turlande, fondateur de la Chaise-Dieu », RHA, VIII, 1906, 324-328.
  - « Carlat à la fin du XVIIIe siècle, d'après une lettre de Mme Potier de Marmiès », RHA, III, 1901, 356-366.
  - « Extrait de l'inventaire des archives de la ville d'Aurillac : Inventaire des principales pièces d'un ancien procès entre les religieux et monastère d'Aurillac d'une part et les consuls et habitants de ladite ville d'autre part. Du lundi avant la fête de St-Michel 1277 (27 sept.) » [selon Vacher de Bourg-l'Ange.], RHA, I, 1899, 14-23.
  - « Extrait de l'inventaire des archives de l'abbaye d'Aurillac : Extrait des titres relatifs à l'histoire ou au droit public du Royaume contenues dans les Archives de l'abbaye d'Aurillac, d'après un inventaire général fait en 1746 de tous les titres de ladite abbaye » [selon Vacher de Bourg-l'Ange.], RHA, I, 1899, 23-24, 137-147.
  - « Les Archives de la ville et de l'abbaye d'Aurillac en 1787, d'après la correspondance et les transcriptions de Vacher de Bourg-l'Ange », RHA, I, 1899, 1-24, 137-147, pièces justif..
  - « La Famille de Tourtoulou et la chapelle de Roquenatou », RHA, XV, 1913, 170-173.
  - « La Haute-Auvergne et l'abbaye de Lérins » [En appendice : Vieillespesse, 22 mars 1430 - Talezat, 1064 - Saint Just, 1046-1051], RHA, XI, 1909, 78-85.
  - « La Légende dorée en Carladez. La bienheureuse Bonne d'Armagnac » [En appendice : Description du livre d'Heures de la bienheureuse que l'on conservait à Lézignan - Cantique de la bienheureuse...], RHA, XI, 1909, 333-367. XII-1910, 80-100, 1 pl. et 1 tabl. généal. h. t.
  - « La Reine Marguerite à Carlat » [1585], RHA, V, 1903, 290-295.
  - « La Sorcellerie en Haute Auvergne », RHA, XI, 1909, 207-208.
  - « Le Peintre Vacher de Tournemine (26 oct. 1812-22 décembre 1872) », RHA, X, 1908, 277-286.
  - « Les Auvergnats "porteurs de chaize" », RHA, XI, 1909, 319-321.
  - « Les Étudiants de l'université de Cahors à la fin du XVe siècle, d'après un document inédit » [Lettre de rémission, publiée par Charles Samaran], RHA, XIII, 1911, 368-369.
  - « Les Sciences occultes en Carladez. Le maître Guillaume de Carlat dans la tentative d'envoûtement de Bernard VII d'Armagnac (I-III, L'hermétisme au XVe siècle - L'envoûtement - Le Voult - Pradellus - Pépin et le Voult de l'évêque de Mende - La Maison de Carlat - Le Carladez après la guerre de Cent ans - Croyances, mœurs, amulettes, recettes occultes - La maison d'Armagnac...) », RHA, XII, 1910, 297-326.
  - « Les Sciences occultes en Carladez. Le maître Guillaume de Carlat dans la tentative d'envoûtement de Bernard VII d'Armagnac (IV, Le projet d'envoûtement (mai 1400). Enquête de 1401... - Vengeance de Bernard VII - Prise de Géraud à Monlezun - Interrogatoire et mort de ses enfants -... Mort de Bernard VII - Jean V et le duc de Nemours - Fin de la maison d'Armagnac... En appendice : Notice sur Etienne Pépin, dit aussi Olivier Acquitardi », RHA, XIII, 1911, 42-69.
  - « Proverbes et locutions proverbiales en langue provençale », RHA, XII, 1910, 194-196.
  - « Querelles entre magistrats à Vic (XVIIe siècle et XVIIIe siècle) : Le bailliage et la prévôté en 1677 - Le bailliage et les échevins en 1770 », RHA, IV, 1902, 182-212, plans de l'église de Vic, pièce justif.
  - « Tasse en argent à l'effigie et aux armes d'Honoré II, prince de Monaco, comte de Carladès », 1635, RHA, X, 1908, 119-120, 1 pl. h. t.
  - « Une lettre inédite de Jacques d'Armagnac, duc de Nemours, datée de Carlat [adressée à Galias Marie Sforza, duc de Milan, 20 août 1474] », RHA, XIII, 1911, 177-179.
  - « Le Baptême du premier comte de Carladez [1643] », RHA, VI, 1904, 420.
  - « Un chevalier d'Auvergne, prince souverain de Béarn [Gaston, XIIe siècle] », RHA, VI, 1904, 419.

Ses archives sont conservées aux Archives départementales du Cantal, Fonds Édouard de Dienne (81 J 1-38).